# Израильский хоккей в сезоне 2022/2023

## Итоги сезона

### Итоги (клубы)
Первый дивизион
Чемпионом Израиля впервые стала команда "Кфар-Сава Кингс" (в прошлом Кфар-Сава Хорсез). В финале команда из Кфар-Савы обыграла 4-кратного чемпиона Израиля "ХК Бат-Ям" со счётом 8:5. Дважды, по ходу матча, хоккеисты из Бат-Яма сравнивали счёт после 2:0 и 5:3.
ХК Бат-Ям не проиграл ни одного матча в турнире, а соперников из Кфар-Савы трижды побеждал в течение сезона.
- В матче за бронзовые медали Тель-Авив Адмиралс победил Ришон Дэвилз со счётом 2:1.
- Лучшим бомбардиром чемпионата стал Кирилл Полозов из ХК Бат-Ям.

Третий дивизион
Победителем турнира стала команда Легион Ришон, победившая в финале команду Хаммерс со счётом 4:3.
- Третье место заняла команда Найтс (Мастерс).
- Лучшим бомбардиром стал Евгений Вырк[1]

Молодёжная лига
Чемпионом Израиля стала команда "Кфар-Сава Кингс" U20, победившая в финале прошлогоднего чемпиона "Метула Норс Старс" U20.
Тренер команды 7-кратный чемпион Израиля Эдуард Ревняга.
Юниорская лига
Победителям турнира стала команда "Кфар-Сава Кингс" U18, которая в полуфинале победила прошлогоднего чемпиона Метула Уорриорз, а в финале Ришон Дэвилз U18.

### Итоги (сборные)
Сборная Израиля по хоккею с шайбой
участвовала в чемпионате мира по хоккею в рамках группы А второго дивизиона и заняла пятое место.
Молодёжная сборная Израиля по хоккею с шайбой
участвовала в чемпионате мира по хоккею в рамках третьего дивизиона и заняла второе место, проиграв в финале сборной Австралии со счётом 4:1. Следующий турнир состоится в Израиле.
Юниорская сборная Израиля по хоккею с шайбой выиграла турнир третьего дивизиона в группе А и впервые с 2007 года будет играть во втором дивизионе.

### Израильская элитная хоккейная лига

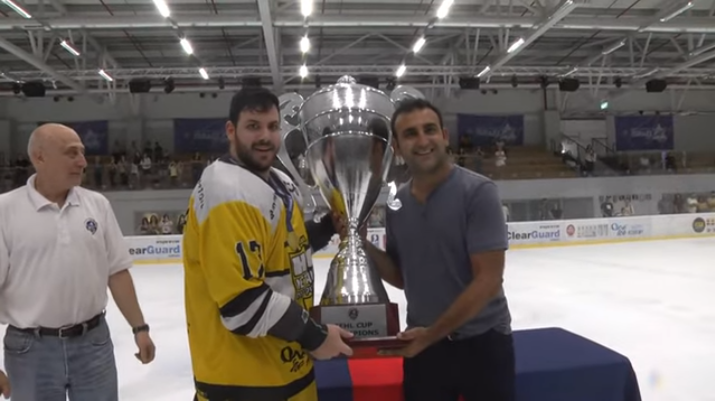
Илья Спектор, чемпион Израиля 2023 и победитель турнира EIHL

В третий раз во время летних каникул в хоккейном сезоне, в Израиле проводится турнир клубных команд на который приезжают хоккеисты из разных стран.
В групповых турнирах играло 8 команд, а затем начался этап плей-офф.
В четвертьфиналах хоккеисты «Джерусалем Кэпиталс» победили «Холон Вайперс» 7:2, а молодёжная сборная клубов Израиля «ХК Тель-Авив» 3:2, затем
в полуфиналах хоккеисты «Бат-Ям До́лфинс» победили «Джерусалем Кэпиталс» 4:3, а «ХК Нетания» победил сборную клубов Израиля 6:0.
Матч за третье место между «Джерусалем Кэпиталс» и молодёжной сборной завершился победой столичного клуба со счётом 3:1.
Шайбы забросили: у «Джерусалем Кэпиталс» Юваль Хальперт, Даниэль Мазур и Иошуа Гринберг, а у сборной Ади Риглер.
Составы команд, вышедших в финал: ХК Нетания, Бат-Ям До́лфинс.
В финальном поединке победили хоккеисты из Нетании со счётом 7:3.
У победителей шайбы забросили: Глеб Хволес (2 шайбы), Артур Лидерман, Итай Бен-Тов, Никита Вовченко, Давид Левин и Томер Ааронович.
У команды из Бат-Яма: Лукас Робинс, Никита Лукин, Михаил Кожевников.
Менеджер лиги Виктор Гохберг.